# Mobilità di Marca
La Mobilità di Marca S.p.A. (MOM) è l'azienda unica di trasporto pubblico su gomma della provincia di Treviso, operativa dal 30 dicembre 2011.

## Storia
Nel 2008 la provincia di Treviso, in qualità di ente finanziatore del trasporto pubblico locale di sua competenza, ha avviato il progetto di fusione delle quattro aziende operanti nel settore: La Marca, CTM, ACTT ed ATM.
Mobilità di Marca è stata ufficialmente fondata il 30 dicembre 2011 ed è stato sperimentato un periodo tecnico fino al 31 dicembre 2013, durante il quale sono stati riorganizzati i contratti dei lavoratori, le linee di trasporto, il sistema tariffario, ed ha compreso, in generale, la creazione di economie di scala. Dal 1º gennaio 2014, quindi, l'azienda è divenuta operativa a tutti gli effetti.
Il 20 Luglio 2021 attraverso i propri canali social, in occasione della presentazione di un nuovo sistema di acquisto digitale, delle nuove formule di abbonamento, MOM presenta il nuovo logo, il quale già a partire da qualche giorno più tardi verrà sostituito anche sui propri automezzi.

## Parco mezzi
Il parco mezzi è composto da 462 autobus in servizio, di cui 298 per i trasporti extraurbani e 164 per i trasporti urbani. A partire dall'inizio dell'orario invernale 2018-2019 sono entrati in servizio alcuni Mercedes-Benz Citaro da 18 metri di lunghezza, che hanno sostituito alcuni dei mezzi più vecchi della flotta come, ad esempio, alcuni Inbus AID 280 FT.  A partire dal 2022 sono entrati in servizio dei nuovi Man Lion's City urbani ed extraurbani, che hanno contribuito a ringiovanire il parco mezzi.

## Servizi
MOM effettua servizio urbano nelle città di Treviso (13 linee), Montebelluna (4 linee), Conegliano (5 linee) e Vittorio Veneto (6 linee +1). L'intera provincia di Treviso è coperta dal servizio extraurbano.
Durante il periodo estivo, vengono effettuati collegamenti speciali tra Jesolo e le principali località del territorio. Inoltre, MOM collabora con aziende esterne, come ACTV, ATVO, Barzi, Caverzan, SITA, e altri, per quanto riguarda il collegamento verso centri esterni alla Provincia, incluso un collegamento speciale con l'Aeroporto Marco Polo di Venezia.

## Galleria d'immagini

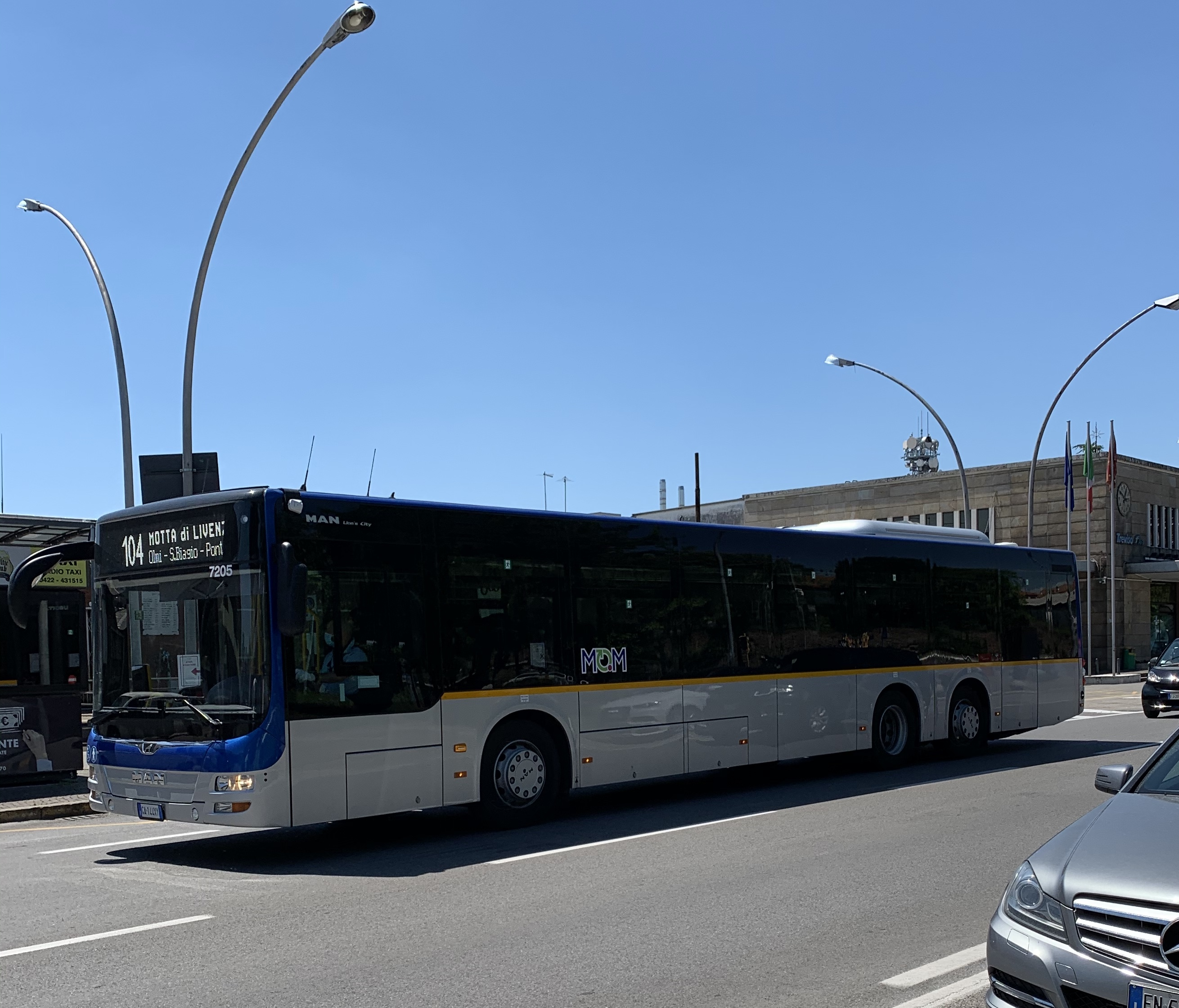
Man City Lion's
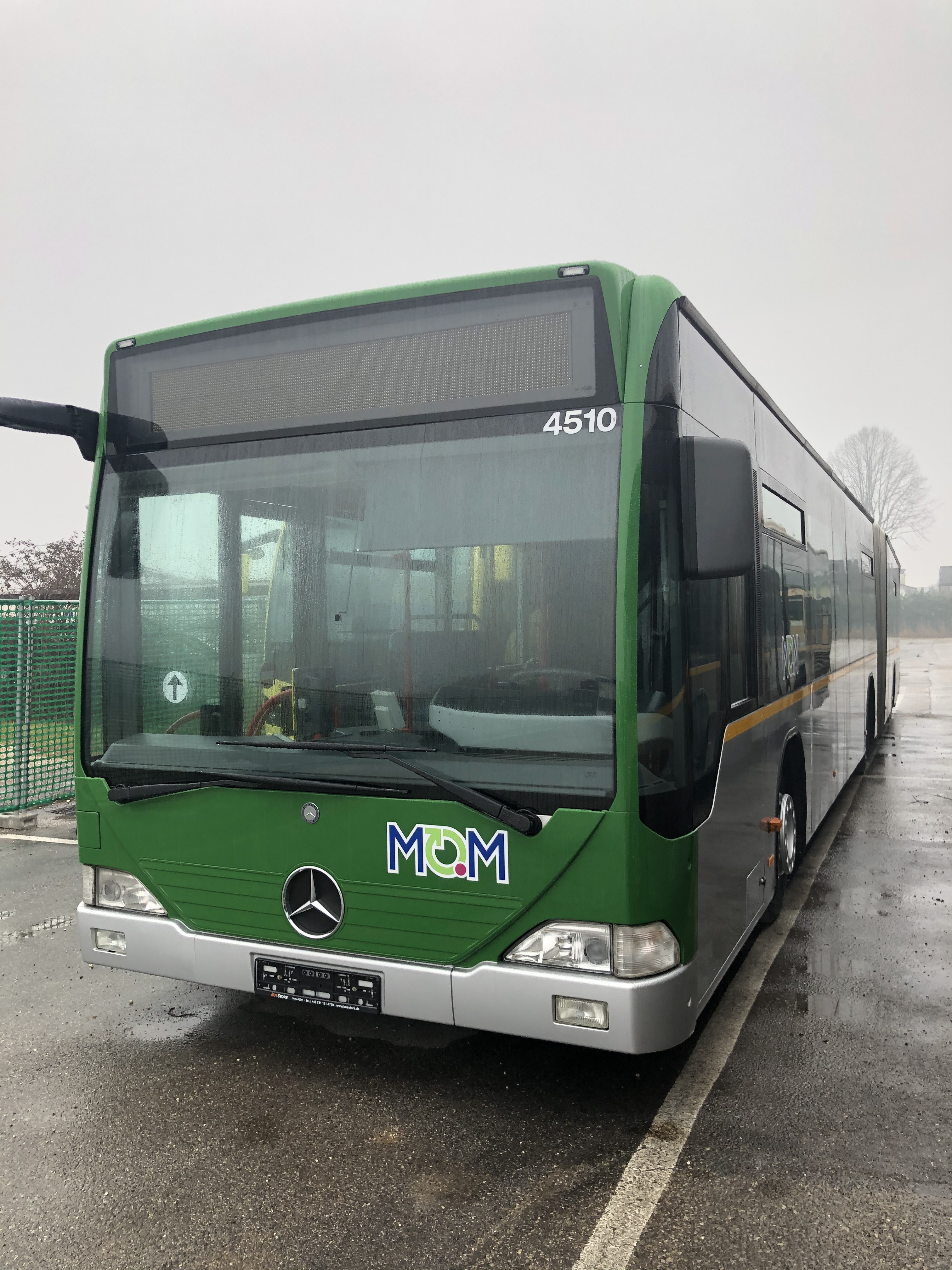
Mercedes-Benz 18 metri Urbano
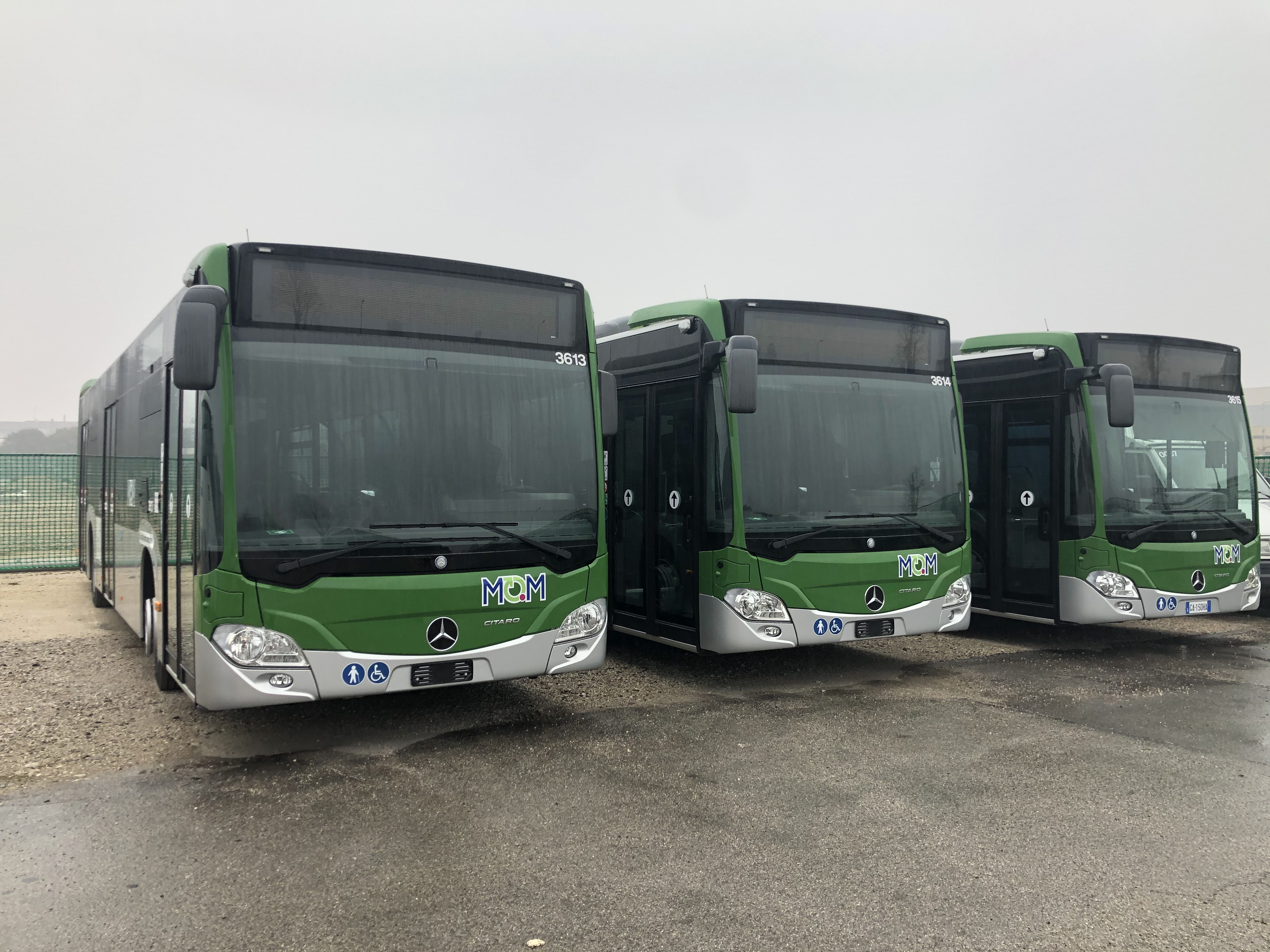
Mercedes Citaro
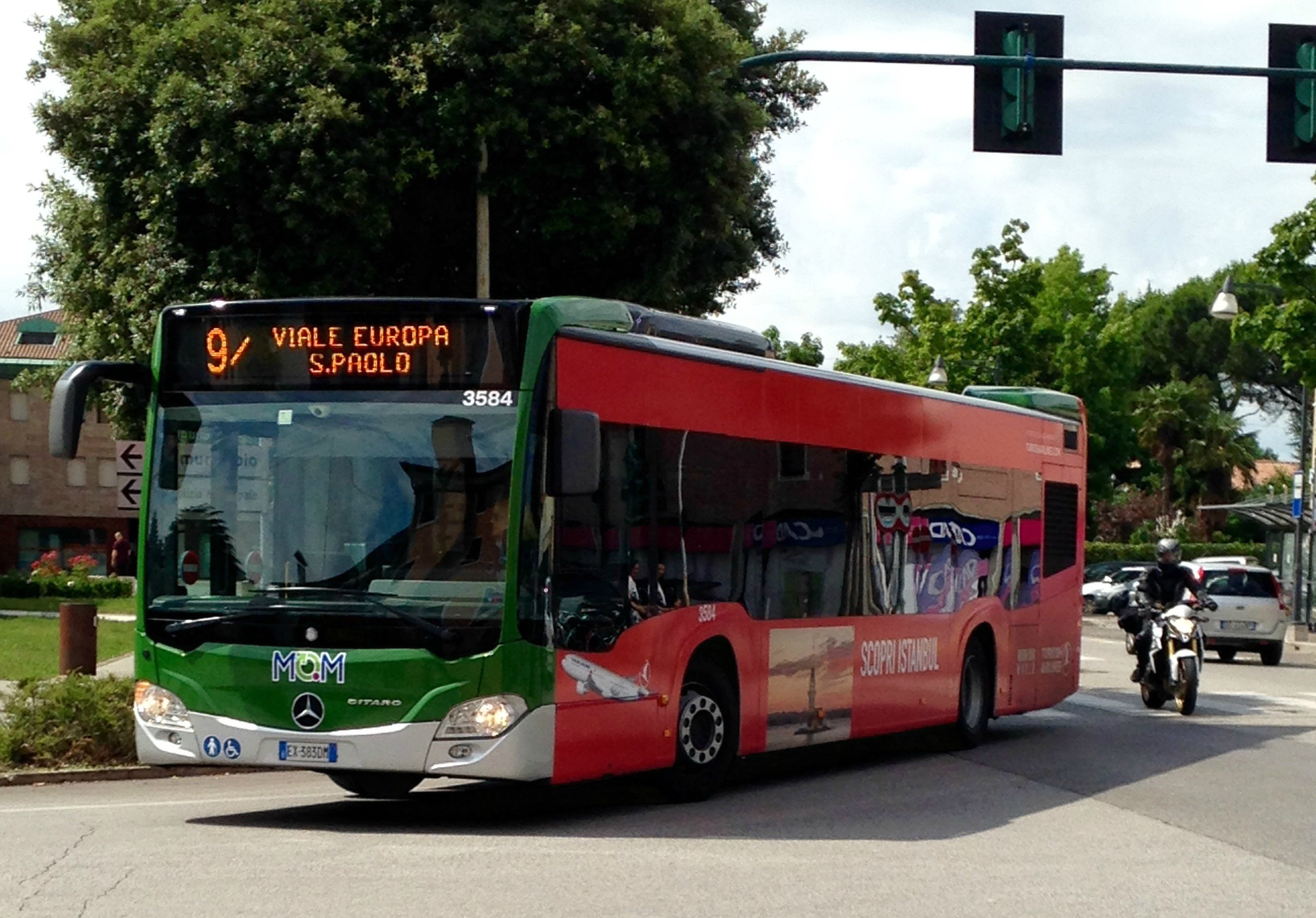
Mercedes-Benz Citaro C2 in servizio sulla rete urbana di Treviso
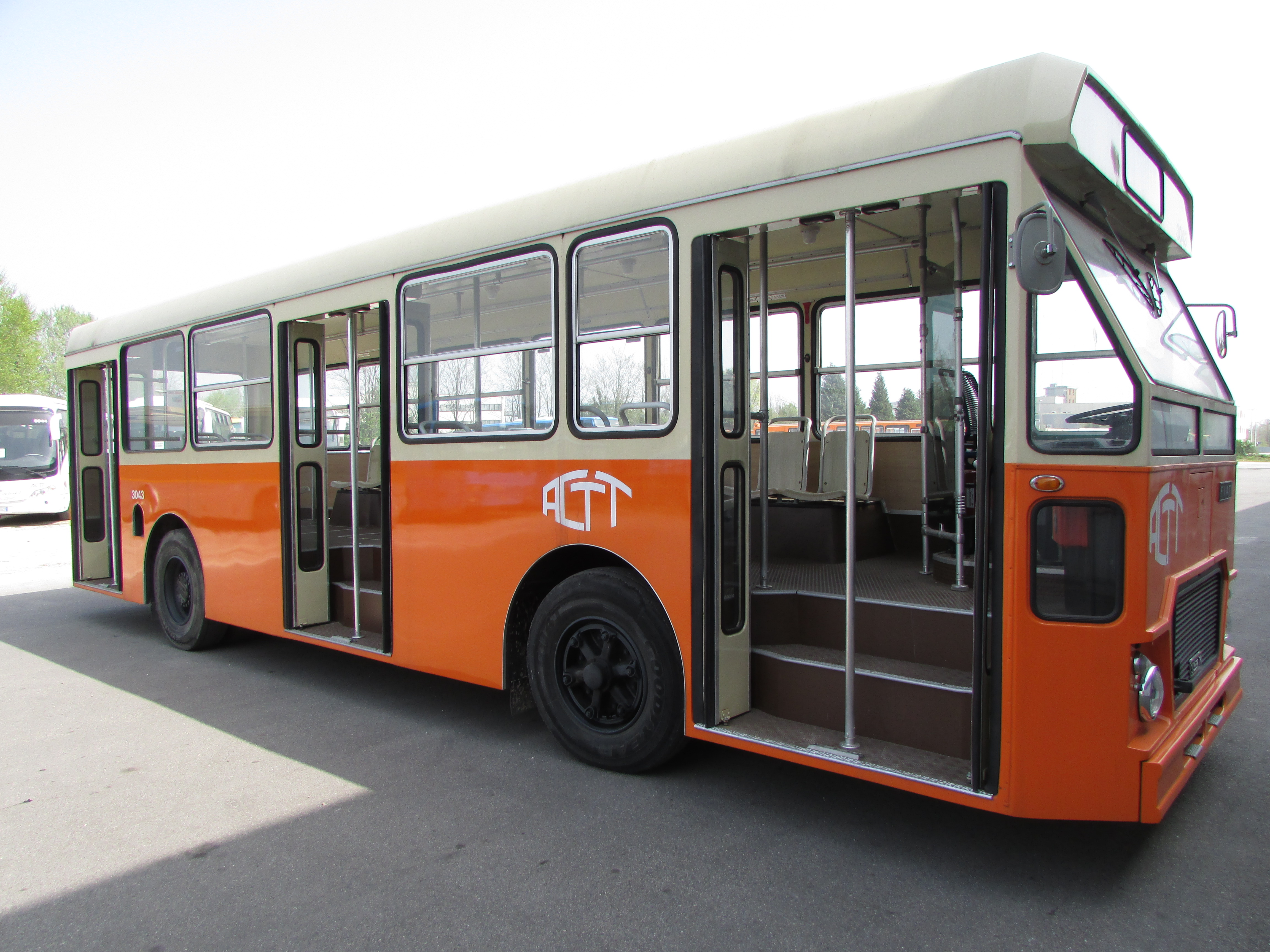
Unico mezzo storico di MOM, acquisito da ACTT, il mezzo è stato portato allo stato originale come nel 1975
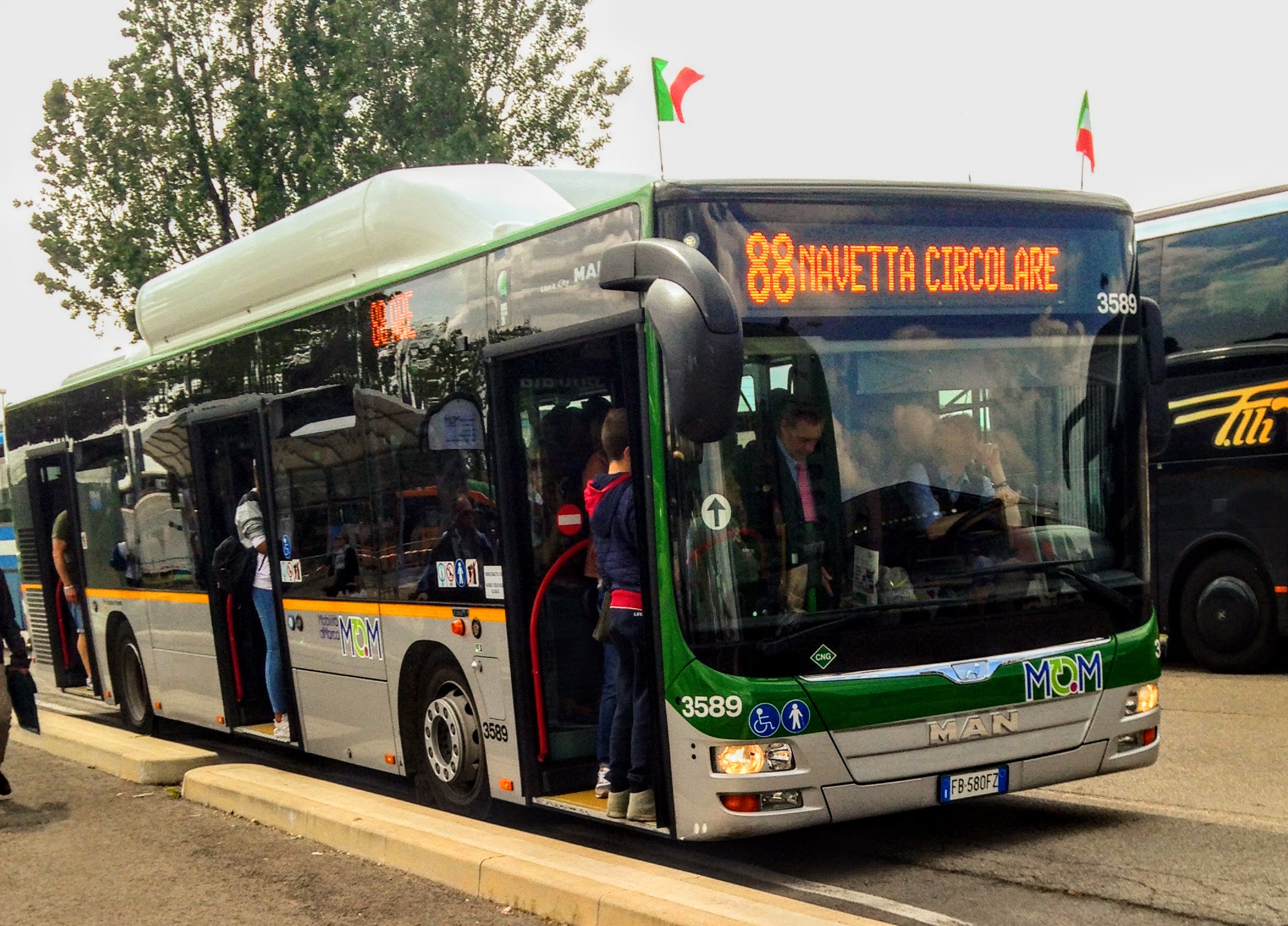
Un MAN Lion's City impiegato durante l'Adunata Nazionale degli Alpini 2017 sulla linea circolare appositamente creata per l'evento